# (73446) 2002 NX12
(73446) 2002 NX12 – planetoida z pasa głównego asteroid okrążająca Słońce w ciągu 4,87 lat w średniej odległości 2,87 j.a. Odkryta 4 lipca 2002 roku.